# Мим Бим, или Чужая жизнь
«Мим Бим, или Чужая жизнь» — художественный фильм, детектив, режиссёра Ивана Войтюка 2007 года. Премьера состоялась 11 декабря 2008 года.

## Сюжет
В жизни талантливого молодого актёра начинается полоса невезений. Сначала он лишается работы в театре. Потом от него уходит жена и забирает с собой 8-летнюю дочь. Бим (так его нынче все называют), пытается заработать денег в качестве площадного мима — копирует проходящих мимо людей.
И в тот момент, когда жизнь, казалось бы, утратила всякий смысл, в ней появляется загадочный человек и предлагает Биму за миллион долларов постепенно вжиться в образ одного пропавшего без вести: то есть, стать похожим на него внешне, понять логику его поступков и, таким образом, выяснить, где тот находится.
Бим уже близок к разгадке тайны, но в этот момент история из психологической превращается в криминальную. Бим выясняет, что его таинственный благодетель и есть разыскиваемый им Виктор, но ничего особо таинственного в нём нет — несколько лет назад, в составе группы, он ограбил банк на 50 млн долл., а затем сдал всех своих сообщников. Естественно, ему этого не простили, и на Виктора началась охота. Он инсценировал свою смерть, несколько раз менял внешность — не помогало. Охота продолжалась. Тогда Виктор решил подставить вместо себя Бима.
Правда, это ему не удалось. Более того, вся сумма в 50 млн оказалась в руках мима Бима. Так что полоса неудач в его жизни завершилась.

## В ролях
- Илья Шакунов — Иван Благодеев, «Бим»
- Дмитрий Бозин — Виктор Гольц
- Елена Борох — Катерина
- Николай Карцев — Авель
- Виктор Андриенко — Александр Макеев, друг Благодеева
- Олег Масленников — Портнов
- Наталья Васько — Люська
- Наташа Габрик — Нелька
- Алексей Трасковский — Рокки
- Владимир Ямненко — Паук
- Юрий Матвиенко
- Сергей Ковальчук
- Анна Левченко

## Съёмочная группа
- Автор сценария: Олег Приходько
- Режиссёр-постановщик: Иван Войтюк
- Оператор-постановщик: Виталий Запорожченко
- Художник-постановщик: Виктор Бучковский
- Художник по костюмам: Ирина Гергель
- Композитор: Роман Бегей
- Звукорежиссёр: Любовь Цельмер
- Продюсеры:
  - Иван Войтюк
  - Влад Ряшин

## Технические данные
- Издание на DVD: R5, 1 диск DVD, видео 4:3, звук Dolby Digital 2.0, PAL, издатель: ООО Русское Счастье Хоум Видео 11.12.2008 г.

## Факты
- Кадры площадного выступления мима снимались на Андреевском спуске в Киеве
- Иван Благодеев цитирует строки из стихотворения Эдуарда Багрицкого «Креолка»

Шуршит широкий плащ из золотистой ткани;

Едва хрустит песок под красным каблучком,

И маленький индус в лазоревом тюрбане

Несёт тяжелый шлейф, расшитый серебром.